# گرگیعان

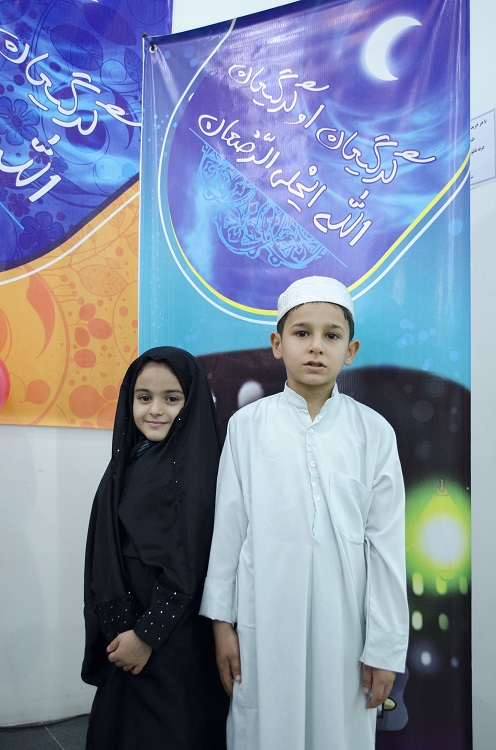
مراسم گرگیعان در موزه هنرهای معاصر اهواز

گرگیعان یا قرقیعان نام یک آیین سنتی رایج بین عرب‌های خوزستان، استان هرمزگان، عراق، بحرین، کویت، و شرق عربستان (احساء و قطیف) و امارات متحده عربی است که در شهریور ماه ۱۳۹۵ به عنوان میراث معنوی مردم عرب ایران به ثبت ملی رسید. این آیین که ریشه‌ای تاریخی دارد در نیمهٔ ماه رمضان در مناطق عرب‌نشین توسط کودکان اجرا می‌شود. مراسم‌های مشابهی نیز با نامهای دیگر نظیر گره‌گشون و نیمه برات در سایر شهرهای خوزستان و ایران بین مردم غیر عرب برگزار می‌شود.

برای ریشه این مراسم روایات مختلفی ذکر شده است. در پرونده ثبت ملی در ایران، مناسبت آن میلاد حسن بن علی امام دوم شیعیان ذکر شده‌است. از سوی دیگر برخی افراد منسوب به جریان جدایی‌طلبی، «کشف» این مراسم در سال‌های اخیر و برگزاری آن را نماد جدایی مردم عرب از سایر مردم ایران دانسته‌اند. 
 
این آئین قدیمی از سال ۱۳۹۲ مجددا برگزار می‌شود، اما به صورت رسمی تاکنون دو بار در بخش جنبی نمایشگاه قرآن در موزه هنرهای معاصر اهواز به صورت نمادین برگزار شده است.

## گسترهٔ رواج و نام‌ها
این آیین در شرق عربستان «قرقیعان» نامیده می‌شود، ولی با توجه به این‌که مردم عرب خوزستان حرف «قاف» را در بیشتر کلمات «گاف» تلفظ می‌کنند به آن «گرگیعان» می‌گویند. آیین گرگیعان با نام‌های مختلف در کشورهای عربی وجود دارد مردم بغداد آن را «ماجینه» و اهالی جنوب بغداد به آن «کرکیعان» می‌گویند. در بحرین «قرقاعون»، قطر «قرنقعوه»، کویت و شرق عربستان «قریقعان»، عمان «قرنقشوه» و در امارات متحده عربی و شهرستان میناب و جزیره قشم به نام «حق‌اللیله» شناخته شده‌است.
این مراسم در بندر دیلم و شهرستان پارسیان  نیز با نام گره‌گشو و در بندر دیر و بندر کنگان نیز با نام گرگشو برگزار می شود.

## ریشه‌شناسی

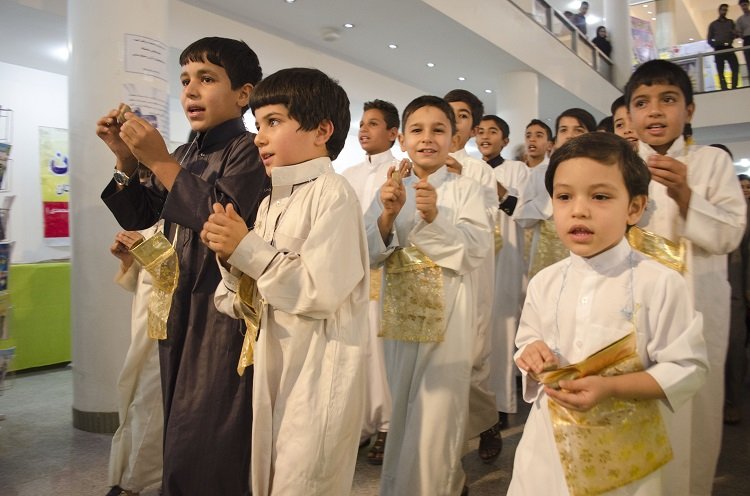
مراسم گرگیعان در موزه هنرهای معاصر اهواز- رمضان ۱۳۹۲

در مورد ریشه و معنی کلمهٔ «قرقیعان» نظرات متفاوتی وجود دارد؛ برخی معتقدند این کلمه از «قرع الباب» به معنای درب‌زدن گرفته شده‌است؛ به خاطر این‌که کودکان در خانه‌ها را برای دریافت شیرینی و عیدی می‌کوبند. نظر دیگری که در باب معنی «گرگیعان» آمده‌است این است که می‌گویند از کلمهٔ «قرّةالعین» گرفته شده که به معنای شادی و سرور انسان است و از آن جایی که مراسم گرگیعان مصادف می‌شود با تولد حسن بن علی (مجتبی) و خوش‌حالی پدربزرگ وی، محمد بن عبدالله برای تولد اولین نوه‌اش، می‌گویند که مردم برای عرض تبریک به علی بن ابی‌طالب و همسرش فاطمه زهرا «قرة عین! قرة عین!» گویان به در منزل‌شان می‌رفتند و کم‌کم به صورت مناسبتی هرساله در میان مسلمانان رواج گرفت؛ اما گویا در محدودهٔ تولد حسن بن علی و برخی مناطق مجاور و از جمله خوزستان باقی می‌ماند.

## شیوهٔ اجرا

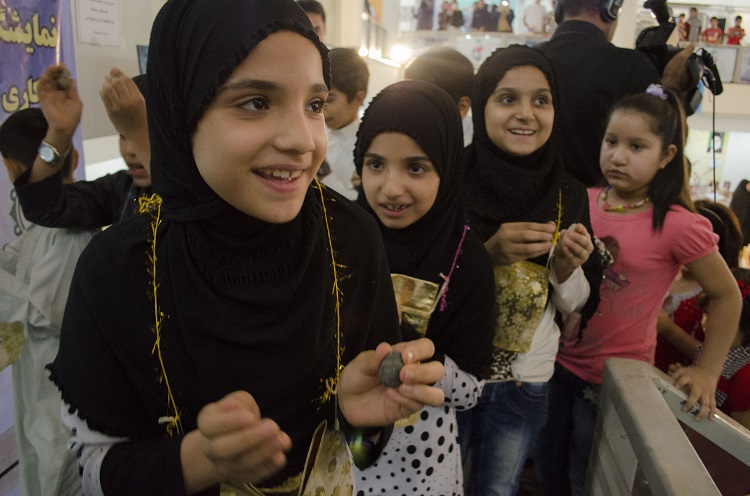
گرگیعان در موزه هنرهای معاصر اهواز

در شب پانزدهم ماه رمضان، بچه‌های کوچک عرب خوزستان پس از افطار، لباس‌های محلی خود را پوشیده، پسران دشداشه پوشیده و دختران چادر عربی بر سر
می‌کنند و با شور و شعف به کوچه پس‌کوچه‌های شهرها و روستاهای عرب‌نشین می‌روند و با آویختن کیسه‌هایی از پیش تهیه شده بر گردن، برای جمع‌آوری عیدی و شیرینی ماه رمضان به در خانه‌ها می‌روند.
اجرای مراسم گرگیعان همچون نام آن با سرودخوانی‌های مختلفی در بین عرب‌های مسلمان همراه است؛ برای نمونه کودکان کویتی با شعار «قرقیعان و قرقیعان بین اقصیر و رمضان» (قرقیعان و قرقیعان بین شعبان و رمضان) و کودکان اماراتی با شعارهای «انطونه حق‌الله یرضی علیکم‌الله» (حق خداوند را بدهید خداوند از شما راضی باشد) و کودکان دیگر کشورهای عربی با شعار «عطونا الله یعدیکم بیت مکه یودیکم» (به ما عیدی بدهید که خدا عیدی سفر مکه به شما بدهد) به کوچه‌ها روانه می‌شوند.
کودکان عرب خوزستانی پشت در خانه‌ها شعر می‌خوانند:

«ماجینه یا ما جینه حل الکیس و انطینا» (آمدیم و آمدیم – در کیسه را باز کن و به ما عیدی و شیرینی بده) و اگر اهالی خانه در پشت‌بام باشند کودکان خطاب به آن‌ها می‌گویند:

«یا اهل سطوح تنطونه لو نروح» (ای افرادی که بالای پشت‌بام ایستاده‌اید، به ما عیدی می‌دهید یا برویم؟).
ممکن است کودکانی که دست‌جمعی برای گرفتن عیدی به کوچه‌ها می‌روند، دو گروه شوند و گروه نخست بگوید: «گرگیعان و گرگیعان» و گروه دوم جواب دهد: «الله یعطیکم رضعان» (خدا به شما بچه دهد) یا این‌که «گرگیعان و گرگیعان؛ الله ایخلی اولیدکم» (خدا پسر کوچک‌تان را نگه دارد). این دو گروه ممکن است به دو گروه دختر و پسر نیز تقسیم شود. در این مراسم، اهالی خانه‌ها به بچه‌ها که هر یک سبدی را در دست دارند، باسورک (بادام)، شیرینی و عیدی می‌دهند این مراسم تا پاسی از شب نیمهٔ ماه رمضان ادامه می‌یابد.

## نخستین اجرای نمادین و رسمی در اهواز
این آئین همه ساله در محلات به صورت خودجوش توسط کودکان برگزار می‌شود اما در ۱۴ رمضان ۱۳۹۲ برای نخستین بار در موزه هنرهای معاصر اهواز و تحت نظر اداره فرهنگ و ارشاد اسلامی خوزستان هم‌زمان با نمایشگاه قرآن برگزار شد. کودکان و نوجوانان دختر و پسر با پوشش سنتی در حالی که کیسه‌های سنتی بر گردن داشتند با برهم زدن ریگ‌هایی در دست، وارد سالن موزه هنرهای معاصر شدند و با اشعار عربی به مناسبت ولادت امام دوم ‌شیعیان به صورت نمادین برگزار کردند. فعالان فرهنگی برای این مراسم غرفه‌ای جهت پذیرایی از کودکان در نظر گرفته بودند که به کودکان شیرینی و هدایای مختلف اهدا کردند.

در این اجرای نمادین که توسط تعدادی از فعالان فرهنگی - مذهبی اهواز صورت گرفت جمع کثیری از علاقه‌مندان به میراث فرهنگی شرکت کردند به‌طوری‌که بسیاری از خبرگزاری‌های رسمی از جمله خبرگزاری مهر، واحد مرکزی خبر، خبرگزاری فارس، ایسنا، ایرنا، خبرگزاری بین الملی قرآن (ایکنا)، شبکه قناة الاهواز (امیرامومنین)، رسا و… این مراسم را به صورت مکتوب و تصویری پوشش دادند.

### دومین اجرای نمادین در نمایشگاه قرآن
جشن گرگیعان برای نخستین بار به صورت نمادین توسط کودکان در ۱۴ رمضان ۹۲ برگزار شد. پس از آن در رمضان ۹۳ نیز همین مراسم به عنوان بخش جنبی نمایشگاه قرآن در موزه هنرهای معاصر اهواز برپا شد.

### سومین سال و اجرای گرگیعان در ۱۲ شهر
سومین سال اجرای گرگیعان با استقبال بیش از پیش مواجه شد. مجموعه مرکزی گرگیعان در اهواز با هماهنگی افراد فعال ۱۲ شهرستان توانستند این جشن کودکانه را به صورت رسمی در ۱۲ شهر برپا کنند. شهرهای اهواز، رامهرمز، شوش، کوت عبدالله، شیبان، ملاثانی و منطقه شبیشه، آبادان، خرمشهر، سربندر، شادگان از جمله شهرهایی بودند که جشن گرگیعان را در سال ۹۴ به صورت رسمی برگزار کردند. خبرگزاری خبرآنلاین در واکنش به این جشن در خوزستان نوشت که سنتی که رو به فراموشی بود احیا شد.

## آیین‌های مشابه
رسم‌هایی مشابه با گرگیعان در میان مردم شهرهای دیگر ایران و خوزستان وجود دارد و محدود به مردم عرب نیست. از جمله در میان مردم شوشتر و دزفول در خوزستان آیینی با عنوان «ثوابه یا جوابه» اجرا می‌کنند. آیین‌های‌های مشابهی نیز با نامهای دیگر نظیر گره‌گشون و نیمه برات در سایر شهرهای ایران از جمله در بندر دیلم و شهرستان پارسیان  (با نام گره‌گشو) و در بندر دیر و بندر کنگان بین مردم غیر عرب برگزار می‌شود.

## پی‌نوشت
1. ↑  «آئین «گرگیعان» ثبت ملی شد». خبرگزاری مهر | اخبار ایران و جهان | Mehr News Agency. ۲۰۱۶-۰۹-۱۱. دریافت‌شده در ۲۰۲۵-۰۳-۱۵.
2. ↑  «راصد». بایگانی‌شده از اصلی در ۱۲ سپتامبر ۲۰۱۲. دریافت‌شده در ۴ اوت ۲۰۱۲.
3. 1 2 3  «خبرگزاری فارس بوشهر». بایگانی‌شده از اصلی در ۱۴ ژوئیه ۲۰۱۴. دریافت‌شده در ۱۴ ژوئیه ۲۰۱۴.
4. 1 2 3  «خبرگزاری شبستان بوشهر». بایگانی‌شده از اصلی در ۸ اوت ۲۰۱۴. دریافت‌شده در ۱۴ ژوئیه ۲۰۱۴.
5. 1 2  ««گرگشو» آیینی کهن از ماه رمضان در شهرهای جنوبی استان بوشهر».[پیوند مرده]
6. 1 2  «نسخه آرشیو شده». بایگانی‌شده از اصلی در ۱۲ ژوئن ۲۰۱۴. دریافت‌شده در ۶ ژوئن ۲۰۱۴.
7. ↑  «مطلب یوسف عزیزی در ایندیپندنت عربی در مورد  برگزاری گرگیعان (به زبان عربی)». دریافت‌شده در ۵ آوریل ۲۰۲۴.
8. ↑  «خبرگزاری فارس خوزستان». بایگانی‌شده از اصلی در ۱۴ ژوئیه ۲۰۱۴. دریافت‌شده در ۱۴ ژوئیه ۲۰۱۴.
9. 1 2 3  ایران، عصر (۱۳۹۰/۰۵/۲۴ - ۱۵:۳۰). «آئین گرگیعان در بین عرب‌های خوزستان». fa. دریافت‌شده در 2025-03-15. تاریخ وارد شده در |تاریخ= را بررسی کنید (کمک)
10. ↑  روزنامه کیهان، شماره ۱۸۹۱۱ به تاریخ ۷/۷/۸۶، صفحه ۳ (اخبار کشور)
11. ↑  «نسخه آرشیو شده». بایگانی‌شده از اصلی در ۲۳ فوریه ۲۰۱۲. دریافت‌شده در ۱۶ ژوئن ۲۰۱۲.
12. ↑  قاسم منصور آل کثیر، روزنامه روزگار ۲۳/۵/۹۰، صفحه میراث فرهنگی
13. 1 2  منصور آل‌کثیر، «گذری بر آئین گرگیعان…»، انسان‌شناسی و فرهنگ.
14. ↑  گرگیعان یا قاشق‌زنی در خوزستان، روزنامه کیهان، شماره ۲۰۰۰۴ به تاریخ ۲۹/۵/۹۰، صفحه ۱۱ (شهرستانها)
15. ↑  تاریخ ۱۳۸۹/۰۷/۲۱ - روزنامه سراسری صبح ایران (چهار شنبه)
16. ↑  جام‌جم آنلاین
17. ↑  «"گرگیعان" آئینی برگرفته از قلب تاریخ اسلام/کودکان اهوازی گرگیعان به پا کردند». خبرگزاری مهر | اخبار ایران و جهان | Mehr News Agency. ۲۰۱۳-۰۷-۲۴. دریافت‌شده در ۲۰۲۵-۰۳-۱۵.
18. ↑  TABNAK، تابناک | (۱۳۹۲/۰۴/۳۱ - ۲۳:۵۶). ««گرگیعان»؛ جشن نیمه رمضان خوزستانی». fa. دریافت‌شده در 2025-03-15. تاریخ وارد شده در |تاریخ= را بررسی کنید (کمک)
19. ↑  «واحد مرکزی خبر». بایگانی‌شده از اصلی در ۱۴ ژوئیه ۲۰۱۴. دریافت‌شده در ۳۰ ژوئیه ۲۰۱۳.
20. ↑  «خبرگزاری شبستان». بایگانی‌شده از اصلی در ۲۶ ژوئیه ۲۰۱۴. دریافت‌شده در ۱۴ ژوئیه ۲۰۱۴.
21. ↑  PARHA-NP.V.5.1.1. «جشن سنتی مذهبی گرگیعان در خوزستان احیا شد». روزنامه شهروند. دریافت‌شده در ۲۰۲۵-۰۳-۱۵.
22. ↑  «"گرگیعان" رسم زیبای عرب های ایران که از فراموشی نجات یافت». خبرآنلاین. ۲۰۱۵-۰۷-۰۱. دریافت‌شده در ۲۰۲۵-۰۳-۱۵.
23. ↑  «آیین «گرگیعان» برای سومین بار در اهواز برگزار شد». خبرگزاری مهر | اخبار ایران و جهان | Mehr News Agency. ۲۰۱۵-۰۷-۰۲. دریافت‌شده در ۲۰۲۵-۰۳-۱۵.
24. ↑  «خبرگزاری شبستان». بایگانی‌شده از اصلی در ۱۴ ژوئیه ۲۰۱۴. دریافت‌شده در ۱۴ ژوئیه ۲۰۱۴.